# Basílica de Santo Cristo do Outeiro
A Basílica de Santo Cristo do Outeiro é uma igreja-santuário situada na aldeia de Outeiro, no município de Bragança.
Este importante local de peregrinação é monumento nacional desde 1927 e recebeu em 12 de julho de 2014 o título de Basílica menor, atribuído pela Congregação para o Culto Divino e Disciplina dos Sacramentos.

## História
Começou a ser construída logo após um milagre, em 26 de abril de 1698, no qual a imagem do Santo Cristo, na precedente capela do Santo Cristo, suou sangue. Apesar de o templo estar aberto ao culto desde o dia 3 de maio de 1713, só foi efetivamente concluído em 1739.

## Arquitetura
A arquitetura do templo distingue-se pela simetria e equilíbrio de proporções. Segue propositadamente um modelo barroco inspirado na arquitetura manuelina, tendo como fonte principal a igreja do Mosteiro de Santa Maria de Belém, numa tentativa de reviver o período áureo dos descobrimentos antes do domínio filipino.

### Fachada
A fachada principal inspira-se na igreja do Mosteiro de São Vicente de Fora. É rasgada por um magnífico portal geminado, encimado por uma grande rosácea e flanqueada por duas torres sineiras com remate piramidal.

### Interior
O interior, de gosto barroco, é típico das igrejas-salão. Sobressaem os altares de talha policromada e dourada.

### Sacristia
Na sacristia destacam-se as pinturas de caixotões pelo pintor valisoletano Damião Bustamante, realizadas em 1768 e seguindo também uma tendência revivalista seiscentista.